# François Couperin – Pièces de clavecin
François Couperin – Pièces de clavecin – album z nagraniami dokonanymi przez Władysława Kłosiewicza wszystkich czterech ksiąg utworów klawesynowych François Couperina, wydanymi na 13 płytach kompaktowych przez Polskie Radio w styczniu 2013. To forma uczczenia 280. rocznicy śmierci barokowego, francuskiego kompozytora i 300. jubileuszu wydania jego pierwszej księgi dzieł klawesynowych, przypadających na 2013 rok. W nagraniach gościnnie uczestniczyli muzycy jak: Lilianna Stawarz, Małgorzata Wojciechowska, Maria Papuzińska-Uss i Marcin Zalewski. Album został uhonorowany nagrodą Fryderyk 2014 w kategorii muzyki poważnej Album Roku Muzyka Dawna i Barokowa.

## Porządek płyt
- CD 1, 2, 3, 4: Premier Livre (1713) Ordres I – V
- CD 5, 6, 7: Second Livre (1717) Ordres VI – XII
- CD 8, 9, 10: Troisiême Livre (1722) Ordres XIII – XIX
- CD 11, 12, 13: Quatriême Livre (1730) Ordres XX – XXVII